# Hunter (tv-serie)
 For alternative betydninger, se Hunter. (Se også artikler, som begynder med Hunter)
Hunter er en amerikansk politiserie skabt af Frank Lupo, som blev vist på NBC fra 1984 til 1991. Blandt de medvirkede var Fred Dryer som Sgt. Rick Hunter og Stepfanie Kramer som Sgt. Dee Dee McCall.

## Roller
- Fred Dryer ... Det. Sgt. Rick Hunter
- Stepfanie Kramer ... Det. Sgt. Dee Dee McCall (1984–1990)
- Darlanne Fluegel ... Off. Joanne Molenski (1990–1991)
- Lauren Lane ... Police Sgt. Chris Novak (1991)
- Michael Cavanaugh ... Capt. Lester Cain #1 (1984)
- Arthur Rosenberg ... Capt. Lester Cain #2 (1984)
- John Amos ... Capt. Dolan (1984–1985)
- Bruce Davison ... Capt. Wyler (1985–1986)
- Charles Hallahan ... Capt. Charles Devane (1986–1991)
- John Shearin ... Lt. Ambrose Finn (1985–1988)
- James Whitmore Jr. ... Sgt. Bernie Terwilliger (1984–1986)
- Garrett Morris ... Sporty James (1986–1989)
- Steve Yager ... Football Fanatic Michael (1990–1991)